# 海鮮雀巢

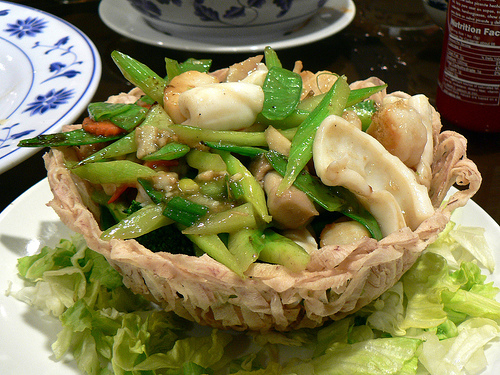
海鮮雀巢

海鮮雀巢（英語：Seafood birdsnest），又稱雀巢海鮮、雀巢海中寶，是香港的一道粵菜，其特色是用炸脆的芋頭或炸麵餅做成一個雀巢外觀的容器，再放入已炒熟的海鮮及蔬菜而成。由於雀巢是芋頭或麵餅製作，故此這個容器是可食用的。這道菜在香港以前的喜宴甚為常見，由於雀巢具有建立愛巢之意，所以在婚宴尤為常見，但製作工序較為繁複，現在已較為少見，因為其外觀具有特色，故在美加的粵菜館仍是常見菜式。

## 做法
可食用的雀巢容器是這道菜的最大特色，通常使用切成幼條的芋頭作為材料，再以交錯的方式排列，然後使用兩個不銹鋼製的筲箕作為模具，壓成半球狀，再放入滾油中炸脆及定型。雀巢也有使用馬鈴薯、番薯或麵餅製作，同樣是利用兩個筲箕作為模具，壓著材料放入滾油中油炸成型。在雀巢中承載的海鮮餸菜，通常是用經炒香的蝦仁、扇貝及切成細片的魷魚，輔以切成細段的西芹、荷蘭豆及切丁的胡蘿蔔，為免雀巢變軟，失去香脆口感，所以炒好後的海鮮和蔬菜不能留有太多汁液，最後可加上一點經炸脆的腰果。